# Demosthenesia
Demosthenesia es un género de plantas fanerógamas perteneciente a la familia Ericaceae.  Comprende 15 especies descritas y de estas, solo 12 aceptadas.

## Taxonomía
El género  fue descrito por Albert Charles Smith y publicado en Bulletin of the Torrey Botanical Club 63: 310. 1936.

## Especies aceptadas
A continuación se brinda un listado de las especies del género Demosthenesia aceptadas hasta febrero de 2014, ordenadas alfabéticamente. Para cada una se indica el nombre binomial seguido del autor, abreviado según las convenciones y usos.
- Demosthenesia amicorum (Sleumer) Sleumer
- Demosthenesia buxifolia (Fielding & Gardner) A.C.Sm.
- Demosthenesia cordifolia Luteyn
- Demosthenesia dudleyi D.R.Simpson
- Demosthenesia fabulosa (Sleumer) A.C.Sm.
- Demosthenesia mandonii (Britton) A.C.Sm.
- Demosthenesia microphylla (Hoerold) A.C.Sm.
- Demosthenesia oppositifolia Luteyn
- Demosthenesia pearcei (Britton) A.C.Sm.
- Demosthenesia spectabilis (Rusby) A.C.Sm.
- Demosthenesia vilcabambensis Luteyn
- Demosthenesia weberbaueri (Sleumer) Sleumer